# Charaxes daemoniacus
Charaxes daemoniacus är en fjärilsart som beskrevs av Hans Fruhstorfer 1914. Charaxes daemoniacus ingår i släktet Charaxes och familjen praktfjärilar. Inga underarter finns listade i Catalogue of Life.